# Babiana longicollis
Babiana longicollis är en irisväxtart som beskrevs av Moritz Kurt Dinter. Babiana longicollis ingår i släktet Babiana och familjen irisväxter. IUCN kategoriserar arten globalt som livskraftig. Inga underarter finns listade i Catalogue of Life.